# 小豬商店
小豬商店（Piggly Wiggly）是在美國中西部和南部地區經營的連鎖超級市場，創辦人是克雷倫斯·桑德斯，是C&S食品雜貨批發商的子公司。第一家小豬商店在1916年於田納西州曼非斯開張，它以第一家自助商店聞名，有著結帳台、購物車，並在每一件商品上都標示價格。公司的總部位於新罕布夏州基恩。目前小豬商店在美國17個州有超過六百家分店。